# Tandemové kolo

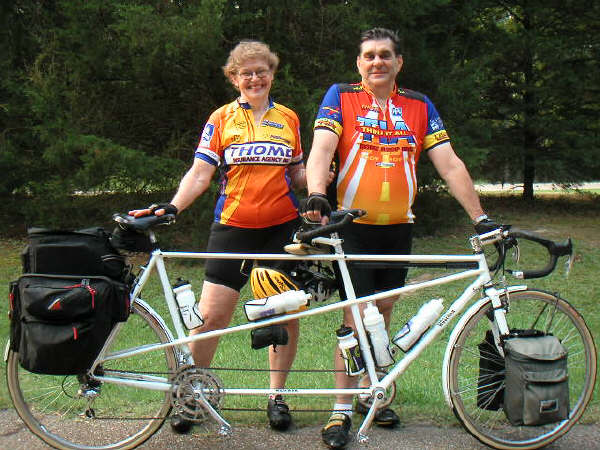
Cykloturistický tandem s nosiči a brašnami

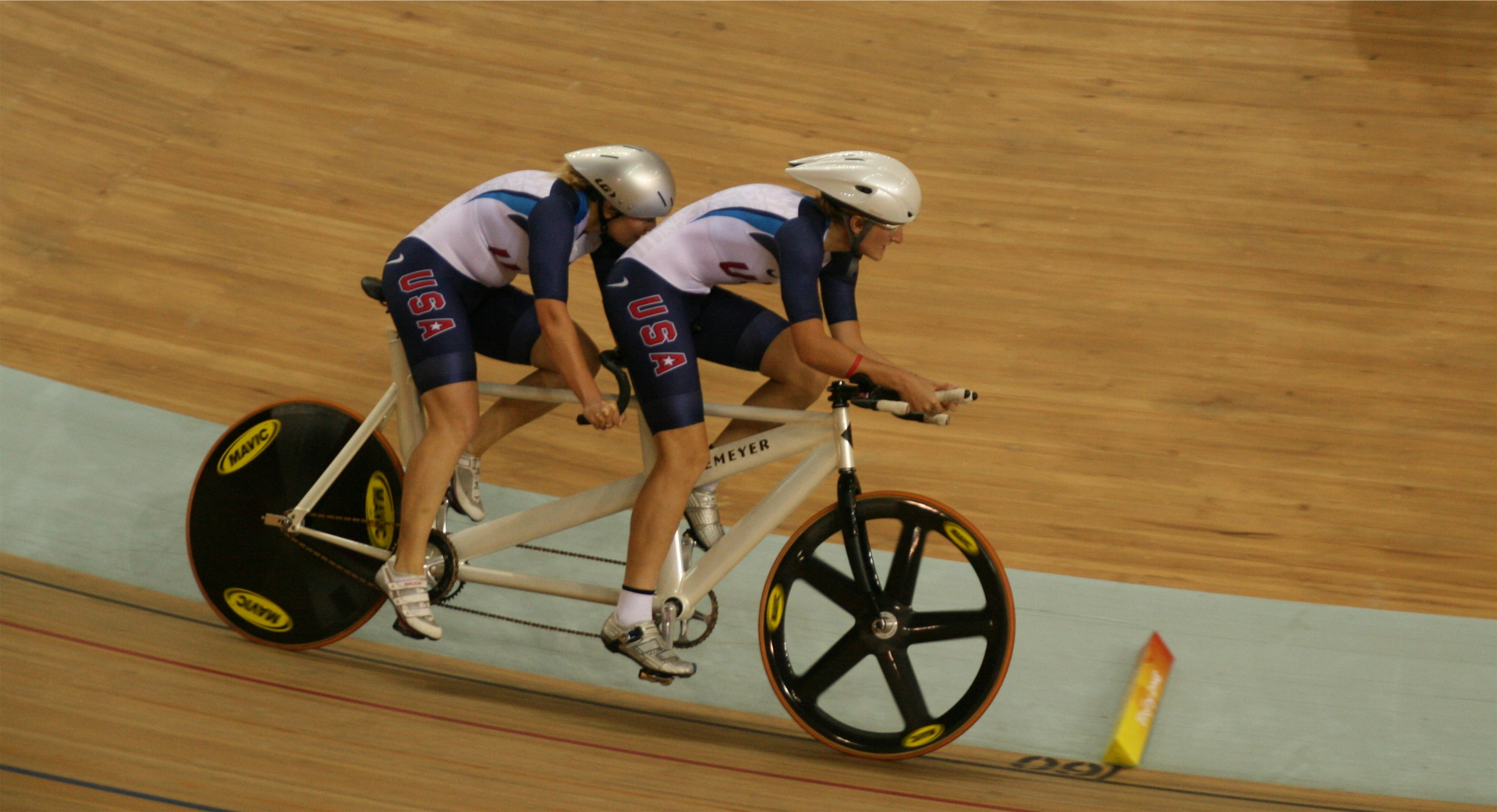
Tandem na paralympiádě v Pekingu v roce 2008

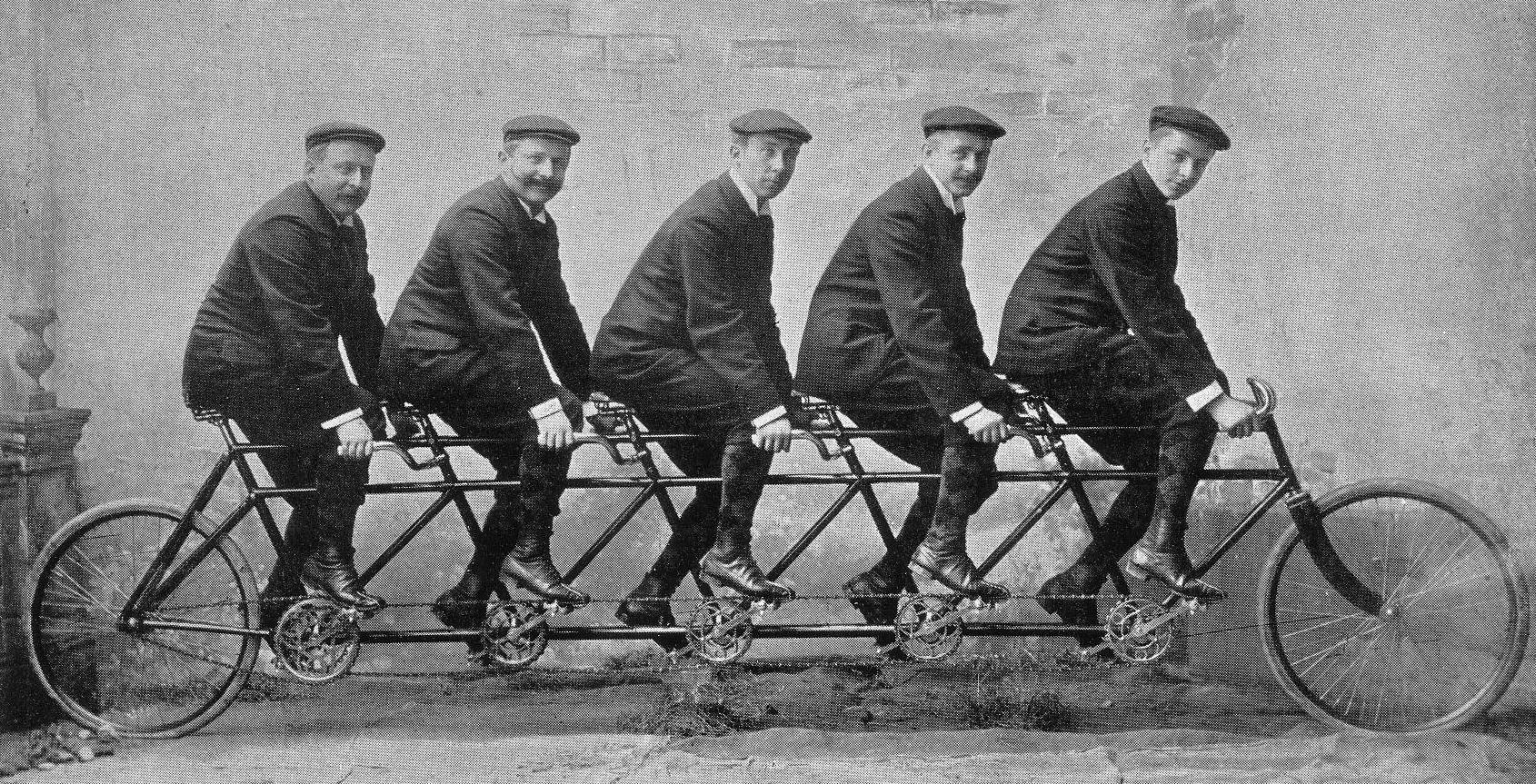
Bratři Opelové na vícemístném tandemu (kolem roku 1900)

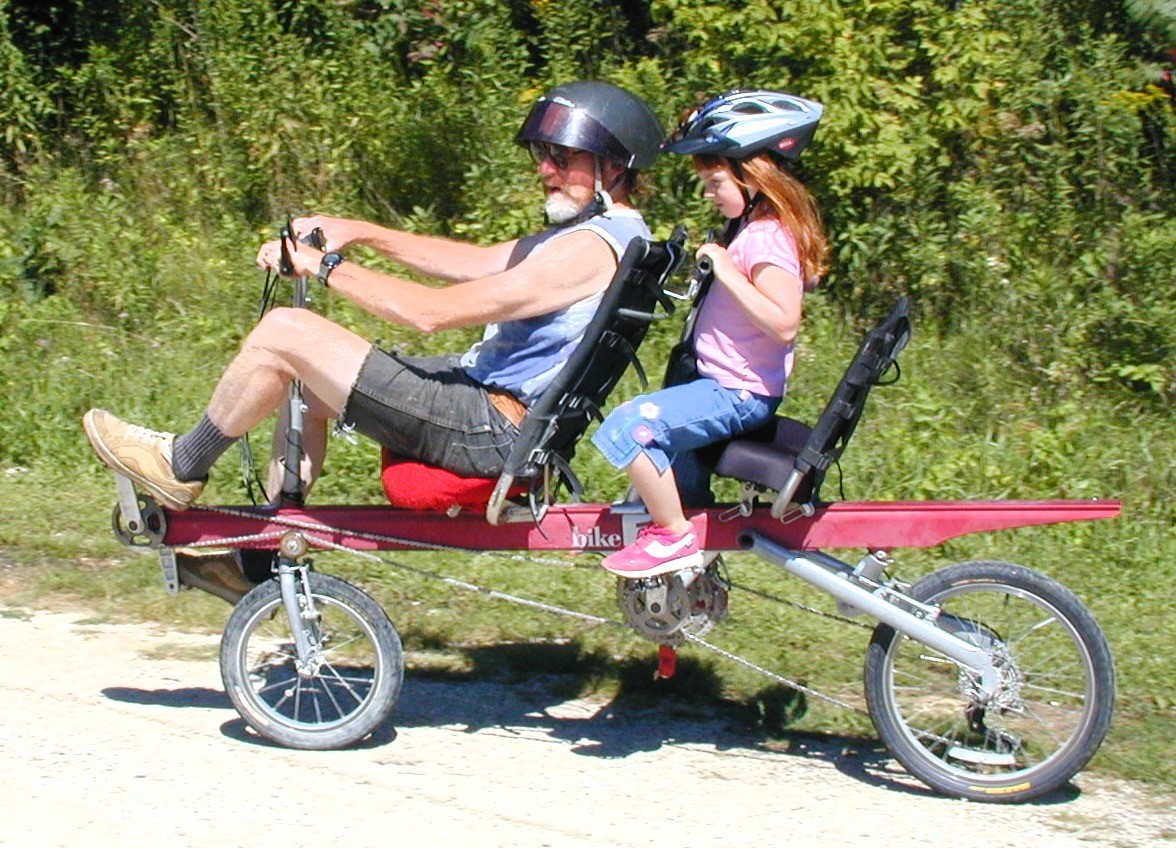
Lehokolový tandem

Tandemové kolo (nebo krátce tandem, často také dvojkolo) je označení pro jízdní kolo, které je určeno pro více osob, nejčastěji pro dvě. Klíčový prvek je zachování jednostoposti, respektive posazení jezdců za sebou. Výhodou tandemů je výrazně vyšší efektivita zejména na rovinatých trasách. Kromě toho mají i speciální použití, například zpřístupňují cyklistiku slepcům. Ti mají jízdu na tandemu také mezi paralympijskými disciplínami.

## Efektivita
Rozdílem dvou jezdců na tandemu proti jízdě dvou jezdců na dvou jízdních kolech je větší efektivita. Při jízdě na tandemu mají jezdci dvojnásobek výkonu než osamocený cyklista, ale nárůst vzdušného odporu, který je při jízdě po rovině hlavním omezujícím činitelem, se liší od případu osamoceného cyklisty jen málo. Při cestě po rovině nebo z mírného kopce tedy bývají tandemy obecně rychlejší, respektive jízda na nich méně fyzicky náročná.
Při cestě do kopce může být výhodou o něco menší podíl hmotnosti samotného tandemu. Výraznějším problémem je ovšem nutnost jezdců synchronizovat své kadence, což zejména u velmi rozdílných jezdců znamená, že ani jeden nedosahuje optimálního výkonu a náročnost kopce je tak subjektivně vyšší. Výhoda snazšího překonávání odporu vzduchu je při pomalé jízdě do kopce navíc zanedbatelná.